# Dominique Taddei
Pour les articles homonymes, voir Taddei.
Dominique Taddei, né le 28 mai 1938 à Paris, est un professeur des universités et homme politique français, membre du Parti socialiste (PS).

## Biographie
Fils de François et Antoinette Taddei, il se marie en 1967 avec Catherine Donsimoni, avec laquelle il a quatre enfants, les chercheurs François et Angela Taddei, la dramaturge Antonia Taddei, et l'économiste Julia Taddei.

### Carrière professionnelle
Dominique Taddei est spécialisé dans les questions portant sur le temps de travail, tant sur les questions de réduction des horaires hebdomadaires que sur le problème des retraites.
Comme économiste, il enseigne aux universités d'Amiens, d'Aix-Marseille et de Paris-XIII.
Il est le premier président de l'université de Picardie Jules-Verne, de 1971 à 1973.

### Carrière politique
En tant qu'homme politique, il est secrétaire national du Parti socialiste, adjoint à la mairie d'Avignon et député socialiste de Vaucluse entre 1978 et 1985. À ce titre, il exerce la fonction de président de la commission de surveillance de la Caisse des dépôts et consignations de 1981 à 1985.
Il est ensuite membre du forum de la gauche citoyenne. Il est expert auprès la Commission européenne et membre du Conseil d'analyse économique auprès du Premier ministre entre 1997 et 1999, ainsi que membre du Conseil économique et social.
Il est passionné par l'histoire de la Corse et de la Provence dont il est originaire, et sur laquelle il écrit régulièrement.